# Szkło pomiarowe

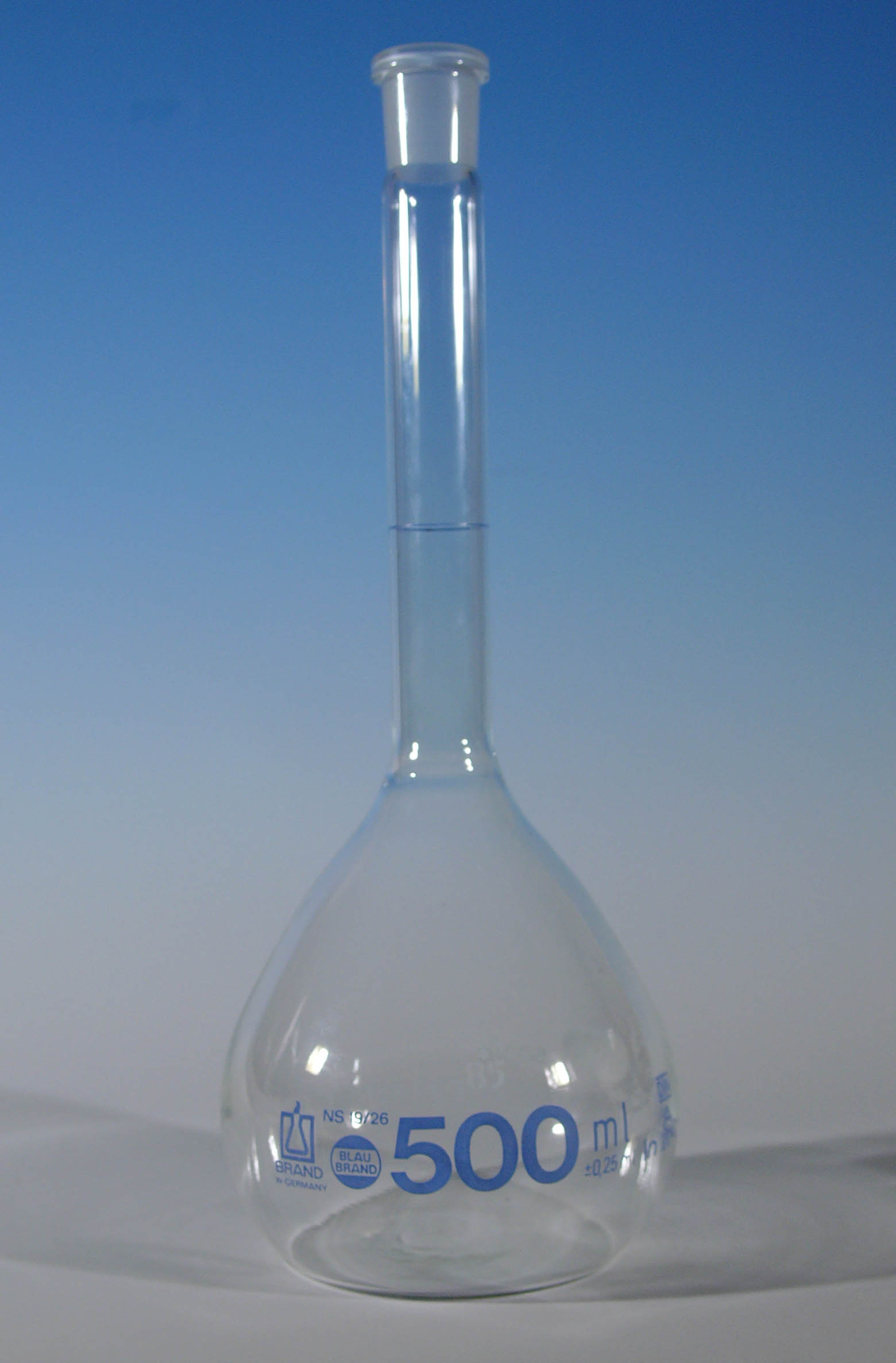
Przykładowa kolba miarowa mianowana na jedną objętość "na wlew"

Szkło pomiarowe – grupa szklanego sprzętu laboratoryjnego, które służy do dokładnego odmierzana objętości lub ustalania gęstości płynów.
Szkło pomiarowe umożliwia zazwyczaj dokładny pomiar objętości zawartych w nim płynów, dzięki temu, że posiada wykalibrowaną skalę. Jest to kluczowy sprzęt w wielu analizach ilościowych (np: w miareczkowaniu) stosowanych w chemii. Szkło pomiarowe jest też stosowane do precyzyjnego odmierzania stechiometrycznych ilości substratów w trakcie przygotowywania reakcji chemicznych.
Do szkła pomiarowego zalicza się:
- cylindry miarowe
- kolby miarowe
- biurety
- pipety
- niektóre rodzaje areometrów
- piknometry

i wiele innych.
Oprócz tego pewne cechy szkła pomiarowego mogą mieć niektóre rodzaje kolb, probówek, zlewek. wkraplaczy, rozdzielaczy i strzykawek.

## Rodzaje skali

Biureta z typową skalą na wylew

Skala na szkle pomiarowym ma zwykle postać podziałki namalowanej lub wyrżniętej na jego powierzchni bocznej. Niektóre rodzaje szczególnie precyzyjnych kolb miarowych i pipet zamiast skali uniwersalnej, pozwalającej odmierzyć różne objętości cieczy mają tylko jedną kreskę, która oznacza jedną, ściśle określoną pojemność. Są to tzw. kolby i pipety mianowane. 
Oba rodzaje skali używa się w ten sposób, że odmierza się ciecz do określonej "kreski". Sprzęt pomiarowy musi być wypoziomowany zaś wzrok eksperymentatora musi być na wysokości skali, aby uniknąć błędu paralaksy. Ze względu na to, że swobodna powierzchnia cieczy nigdy nie jest płaska, lecz jest meniskiem, większość skal jest tak wykalibrowana aby odmierzana pojemność występowała w momencie gdy kreska skali tworzy linię styczną z najniższym punktem powierzchni cieczy, czyli gdy cały menisk jest dokładnie "nad kreską". Ze względu na to, że jest to często trudne do oceny, skale są zaopatrywane w tzw. pasek Schellbacha, który dzięki zjawisku załamania światła na granicy cieczy z powietrzem ulega zwężeniu do cienkiej linii, co razem z linią skali tworzy charakterystyczny "krzyżyk".
W biuretach i pipetach automatycznych, zamiast skali narysowanej na powierzchni szkła objętość jest ustalana przy pomocy urządzeń opto-elektronicznych. 
Szkło pomiarowe produkowane jest ze skalami "na wlew", lub "na wylew", co jest na nim oznaczane odpowiednio symbolami In. i Ex.. Szkło kalibrowane "na wlew" daje gwarancję, że wewnątrz niego znajduje się taka objętość płynu jak to wynika z jego skali. Szkło kalibrowane "na wylew" ma skalę, która umożliwia odmierzenie porcji cieczy, którą następnie przelewa się do innego naczynia. Różnica w skali "na wlew" i na "wylew" wynika głównie z faktu, że przy opróżnianiu naczynia pomiarowego na jego ściankach zawsze zostaje się warstwa odmierzanej cieczy. Tradycyjnie większość kolb miarowych i kolb zwykłych ma skalę na "wlew", zaś biurety, pipety, strzykawki, wkraplacze i cylindry miarowe mają zwykle skalę "na wylew". Zlewki, cylindry miarowe i rozdzielacze mogą mieć zarówno skalę "na wlew" jak i "na wylew", zależnie od przeznaczenia.

## Klasy szkła pomiarowego
Ze względu na to, że jakość szkła pomiarowego stosowanego w laboratoriach analitycznych ma kluczowe znaczenie na  powtarzalność i wiarygodność uzyskiwanych wyników - istnieją dość ścisłe normy jakie muszą te przyrządy spełniać.
Szkło pomiarowe jest zwykle dzielone na dwie klasy: A i B.  Klasa wiąże się przede wszystkim z precyzją skali. W normach dla obu klas podane są dokładne tabele jaki maksymalny błąd pomiaru objętości jest dopuszczalny dla danego rodzaju sprzętu o określonej objętości całkowitej. Różne normy inaczej definiują wymagania tych klas. W związku z tym, oprócz informacji od producenta jakiej klasy jest dane szkło, trzeba jeszcze wiedzieć, według jakiej normy ta klasa została ustalona. We wszystkich normach jednak wymagania dla klasy B są dokładnie dwa razy mniejsze niż dla kasy A. 
| Dopuszczalne błędy pomiaru dla klasy A kolb kalibrowanych "na wlew" | Dopuszczalne błędy pomiaru dla klasy A kolb kalibrowanych "na wlew" | Dopuszczalne błędy pomiaru dla klasy A kolb kalibrowanych "na wlew" |
| ------------------------------------------------------------------- | ------------------------------------------------------------------- | ------------------------------------------------------------------- |
| Objętość                                                            | USP                                                                 | ISO                                                                 |
| 25                                                                  | ±0,03                                                               | ±0,04                                                               |
| 50                                                                  | ±0,05                                                               | ±0,06                                                               |
| 100                                                                 | ±0,08                                                               | ±0,10                                                               |
| 5000                                                                | ±0,15                                                               | ±0,25                                                               |

Oprócz tego klasy te mają inne, dodatkowe wymagania - np: dopuszczalne zmiany objętości sprzętu w zależności od temperatury, które wynikają z rozszerzalności cieplnej szkła, a nawet jak długo należy maksymalnie czekać aż ostatnia kropla cieczy spłynie z naczynia wykalibrowanego na "wylew".